# Freycinetia pseudohombronii
Freycinetia pseudohombronii är en enhjärtbladig växtart som beskrevs av Huynh. Freycinetia pseudohombronii ingår i släktet Freycinetia och familjen Pandanaceae. Inga underarter finns listade.